# Разборе (Шмартно при Литији)
Разборе (словен. Razbore) је насељено место у општини Шмартно при Литији, Средњесловенска регија, Словенија.

## Историја
До територијалне реорганизације у Словенији била су у саставу старе општине Литија.

## Становништво
У попису становништва из 2011. године, Разборе је имала 27 становника.
| Број становника према пописима | Број становника према пописима | Број становника према пописима |
| ------------------------------ | ------------------------------ | ------------------------------ |
| 1991                           | 2002                           | 2011                           |
| 23                             | 26                             | 27                             |